# Portugal i Junior Eurovision Song Contest
Portugal debuterade i Junior Eurovision Song Contest 2006 och har till och med 2024 deltagit 9 gånger. Landet drog sig ur efter 2007 års tävling. De gjorde comeback 2017 och har sedan dess fortsatt delta förutom 2020 då landet drog sig år på grund av Covid-19 pandemin.

## Bidrag genom åren
| År                               | Artist           | Sång                                   | Översättning                                  | Placering | Poäng |
| -------------------------------- | ---------------- | -------------------------------------- | --------------------------------------------- | --------- | ----- |
| 2006                             | Pedro Madeira    | "Deixa-me sentir"                      | Låt mig känna                                 | 14        | 22    |
| 2007                             | Jorge Leiria     | "Só quero é cantar"                    | Jag vill bara sjunga                          | 16        | 15    |
| Deltog inte mellan 2008 och 2016 |                  |                                        |                                               |           |       |
| 2017                             | Mariana Venancio | "Youtuber"                             | –                                             | 14        | 54    |
| 2018                             | Rita Laranjeira  | "Gosto de todo (já não gosto de nada)" | Jag gillar allt (Jag gillar ingenting längre) | 18        | 42    |
| 2019                             | Joana Almeida    | "Vem comigo"                           | Kom med mig                                   | 16        | 43    |
| Deltog inte 2020                 |                  |                                        |                                               |           |       |
| 2021                             | Simão Oliveira   | "O rapaz"                              | Killen                                        | 11        | 101   |
| 2022                             | Nicolas Alves    | "Anos 70"                              | 70-talet                                      | 8         | 121   |
| 2023                             | Júlia Machado    | "Where I Belong"                       | Där jag hör hemma                             | 13        | 75    |
| 2024                             | Victoria Nicole  | "Esperança"                            | Hoppas                                        | 2         | 213   |